# Дворцово-парковый комплекс Ельских (Дудичи)
Дворцово-парковый комплекс Ельских (Дудичи) (бел. Сядзібна-паркавы комплекс Ельскіх (Дудзічы) — остатки утраченной усадьбы XVIII века в деревне Дудичи Пуховичского района Минской области. Территория и часть водной системы являются историко-культурной ценностью Республики Беларусь регионального значения.

## История

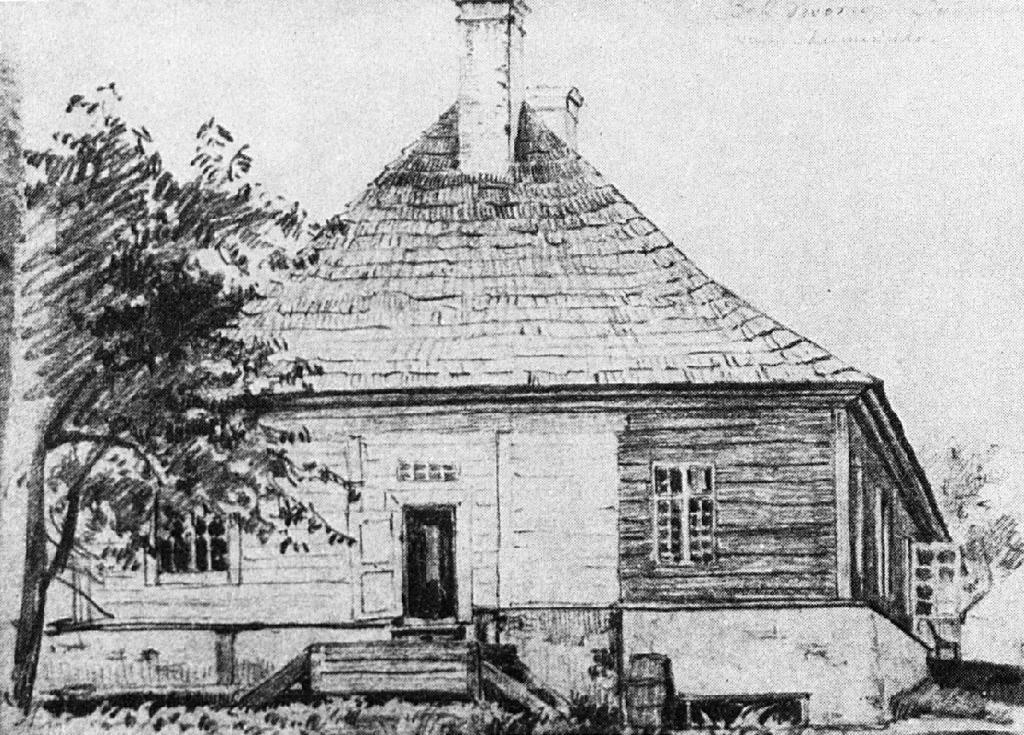
Усадьба Ельских в 19 в.

Развитие поместья связано дворянским родом Зарянскими-Горбовцами, которые в конце XVII в. получили Дудичи под залог, а в середине XVIII в. стали его полноценными хозяевами.
В 1767 году собственность перешла в качестве приданого жены Александра Зарянского-Горбовцова к Юзефу Прозору, каштеляну Ковенского повета. Новый владелец построил деревянный дом, в которым жил постоянно, открыл двух-классную школу, пригласил немецких мастеров, которые обучали крестьян ремёслам. Дворцовый комплекс после смерти Юзефа перешёл к его дочери Розе. В 1795 году она вышла замуж за Станислава Ельскага, маршалка Игуменского уезда. В 1819 году поместье перешло к его сыну Карлу по наследству. После смерти Карла новым владельцем усадьбы стал его сын Михаил Ельский, скрипач, композитор. Единственная дочь Михаила вышла замуж за Януша Униховского. Род Униховских стал последними владельцами дворцово-паркового комплекса.

## Архитектура

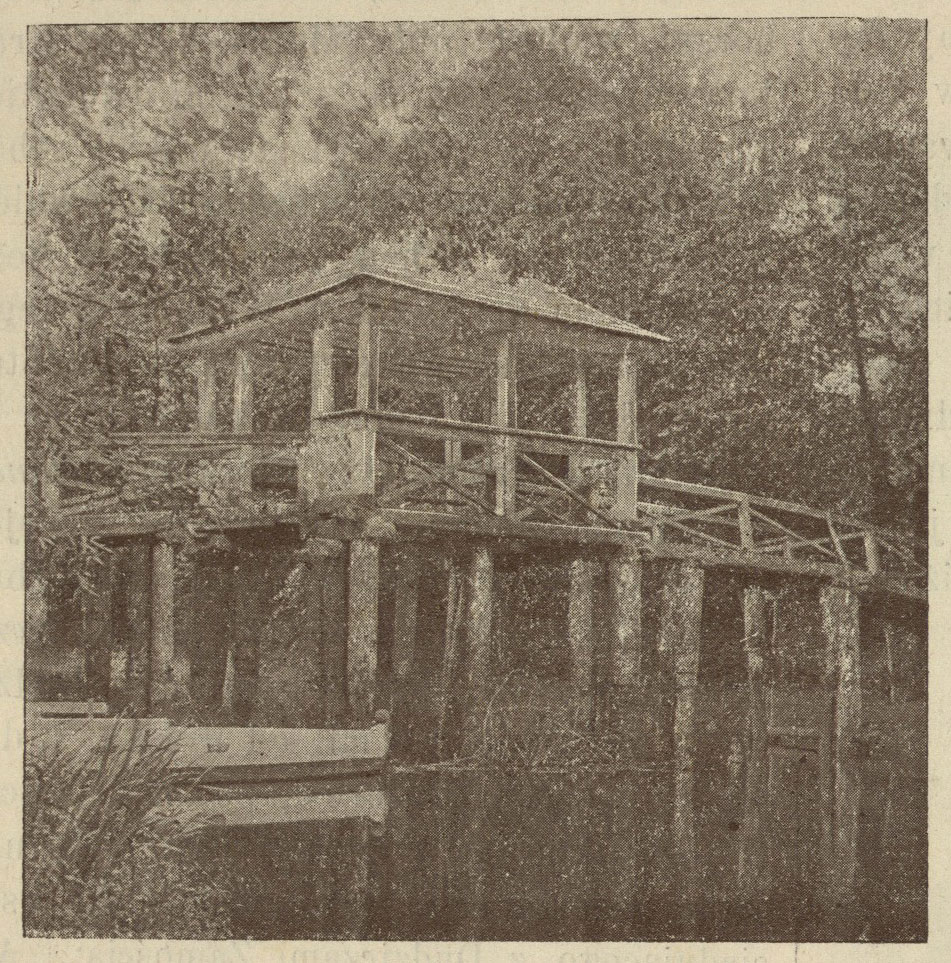
Беседка на реке Птичь

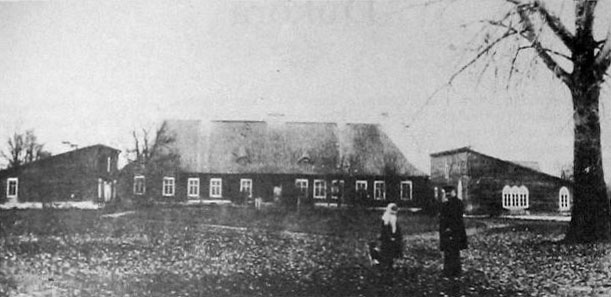
Усадьба в 1914 г.

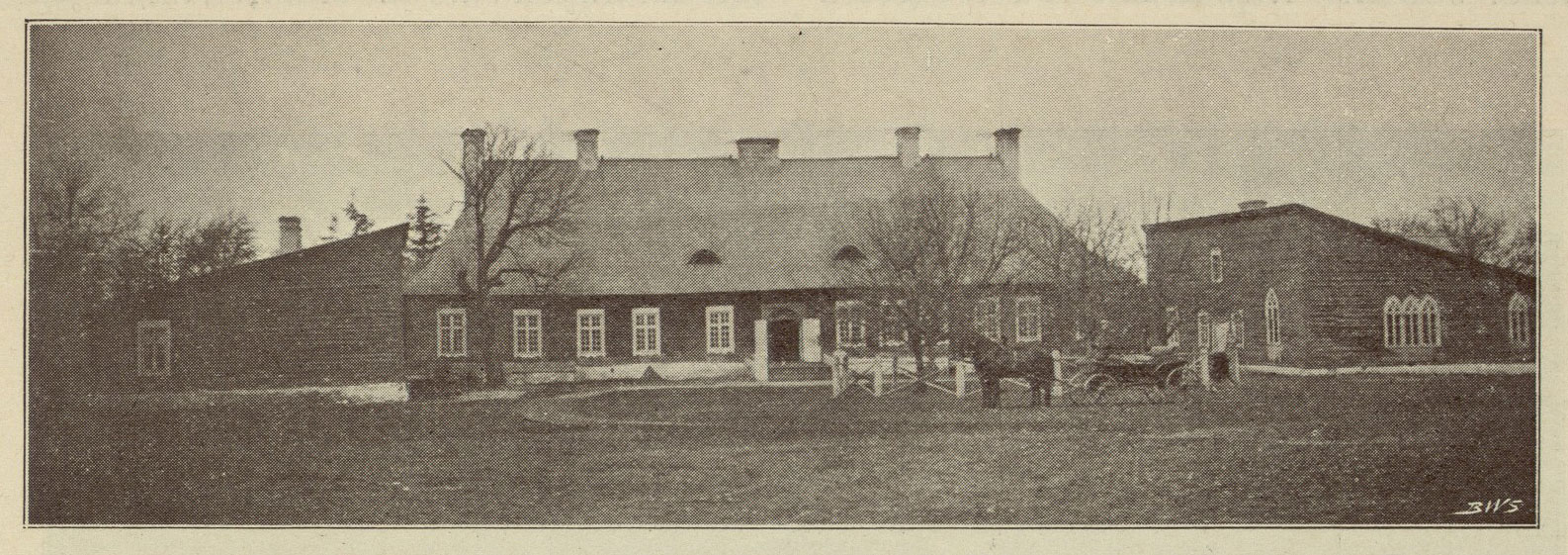
Архивное фото усадьбы

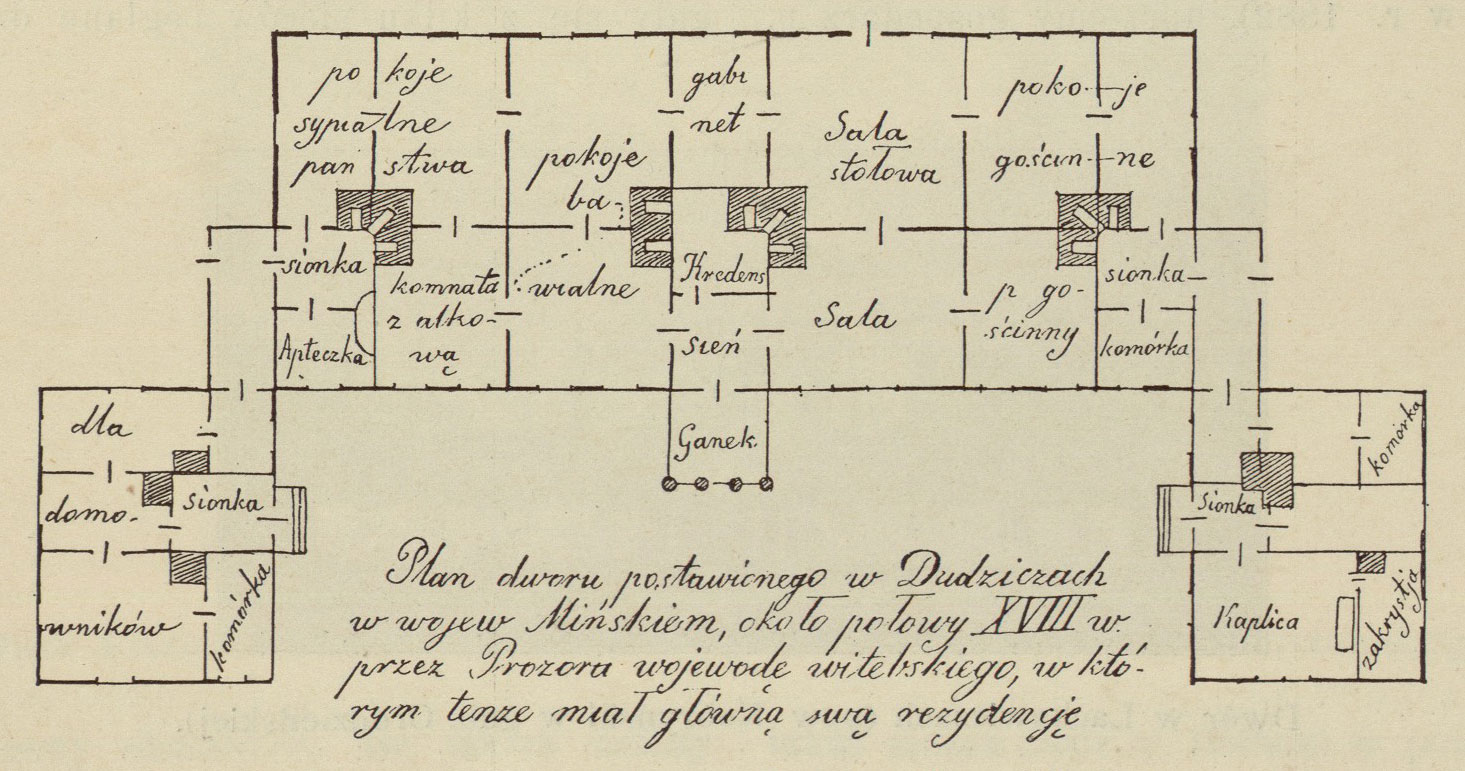
Планировка усадьбы

Дворцово-парковый комплекс Ельских построен на реке Птичь Юзефом Прозором в стиле позднего барокко за два года (1767—1769 гг). Усадьба располагалась в живописном уголке у поймы реки. Вытянутая композиционная ось проходила перпендикулярно террасе. Вдоль неё размещались длинная въездная липовая аллея, по которой проходил старый тракт через реку в Руденск. Парадный вход не замыкал ось, а был размещён в наиболее приподнятой части террасы. Въезд из аллеи в усадьбу фиксировался воротами. В ряд с пилонами ворот с левой стороны росли шесть больших дубов. Въезд в усадьбу был сквозным с проездом на первый ярус амбара. Усадебный дом, соединённый с официнами короткими переходами, создавал курдонёр, открытый в сторону въезда. В правой официне к 1884 году находилась часовня, в левой — жилые комнаты.
Деревянный дом имел высокий цоколь и был покрытый четырёхскатой крышей, у флигелей были односкатные крыши, которые спускались к тыльным фасадам. Характерным элементом дворца XVIII в. являлись высокие окна. Планировка здания была симметричной, включала 20 больших и высоких комнат. Кроме семейных портретов в доме были собраны старинные предметы интерьера.
За домом на двух террасах размещался парк в виде небольших боскетов, по периметру которых росли липы. Отсюда открывался вид на пойму реки, где располагался нижний парк, к которому по склону террасы можно было спуститься по каменным ступенькам. С восточной стороны была видна усадьба Ельских в Замостьи, за рекой — фольварк Зыкова.
В основе планировочного решения нижнего парка была реализована оригинальная водная система в пойме Птичь, в месте изгиба реки. Водную систему составляют четыре каналы вдоль русла, два — вдоль высокой насыпной дороги с дамбами, и перекрытиями реки при помощи шлюзов, которые создают несколько островов. На одним с острове расположилась беседка. Когда уровень воды поднимался высоко, начинала работать турбина мельницы. Мельница имела крупнозерновые и вальцовочные камни. На помол приезжали много крестьян с окружающих деревень. Внизу около реки был построен специальный дом для рабочих. Напротив располагался другой дом — арендатора.
Водная система в Дудичах не имела аналогов в Белоруссии. В ней был канал шириной да 8 метров, который пересекал пойму. Канал регулировал уровень воды в период паводков. Старожилы называли канал гребным. Система шлюзов имела большое водорегилирующее значение. Они были в Озеричино, Цитве и других населённых пунктах на Птичи, обеспечивая полноводность небольших рек.

## Церковь

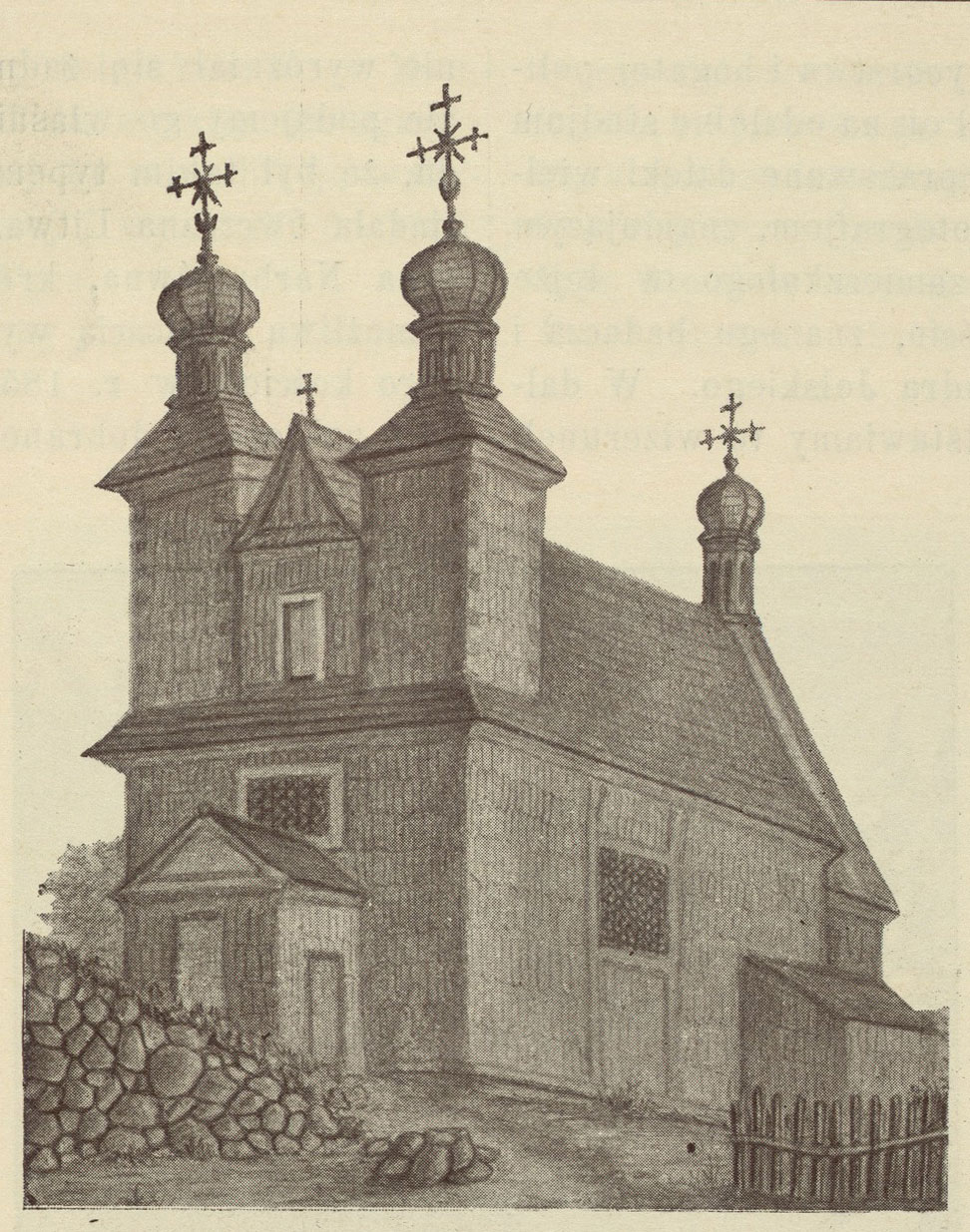
Изображение церкви

В 1780 году Юзеф Прозор, исполняя волю покойной жены, строит грекокатолическую Покровскую церковь на месте деревянного костёла Зарянков. Церковь, высокой около 18 метров, была известна чудотворной иконой Божьей Матери. При церкви была организована двух-классная народная школа. В 1839 церковь стала православной. Склепы храма служили криптой. Тут были захоронены Зарянки-Грабовские, Прозоры, Ельские, Липские, Франтишак Букатый. После пожара 1895 года 24 могилы были перенесены у каплицу, построенную Михаилом и Александром Ельскими на могилах в урочище Кобани.

## Наше время
Парк, дом и другие строения не сохранились. Территория застраивается дачами. Фамильные захоронения разрушены.
Мост через реку, построенный в 1914 году австрийцами около поместья, разрушен пожаром во время Второй мировой войны. Шлюзы и дамбы не сохранились, но в целом водная система хорошо прослеживается. Сохранилась насыпь, по которой проходила дорога. Теперь на старом русле бурлит маленький ручей от родника у подножия террасы. Через канал перекинуты мостики-кладки. Водная система может быть восстановлена. Территория двора и водная система являются историко-культурной ценностью 3-й категории.
Мельница сгорела у 1914 году, но после была отремонтирована арендаторами, братьями Соловейчиками, и работала ещё в годы Великой Отечественной войны. Но до наших дней не сохранилась.
Недалеко от усадьбы, около деревни Птичь, находится музей материальной культуры «Дудутки».
Памятник Александру II, установленный в 1911 году, в память об отмене крепостного права, располагался во дворе имения. В советское время он был замурован в усадьбе колхоза «Свитанок». В наше время его установили у церкви Святой Анны, которая была построена в 1990-х.